# Nuraghe Littu
Il nuraghe Littu  è ubicato nel versante occidentale del Monte Sant'Antonio (Monte Pelau), in località Littu in territorio di Siligo. Il nuraghe è stato segnalato e individuato nei primi anni 2000.  

## Descrizione
Si tratta di un nuraghe di grandi dimensioni, parzialmente crollato e ricoperto da fitta vegetazione tale da impedire di individuarne lo sviluppo planimetrico e/o la tipologia costruttiva; pertanto non si può stabilire se si tratti di un protonuraghe o un classico nuraghe a tholos. Gli elementi visibili attualmente sono la pianta ellittica (dia, circa m. 15 NS e m. 10 OE), realizzato con  grandi massi basaltici.